# قانون منع التسلل

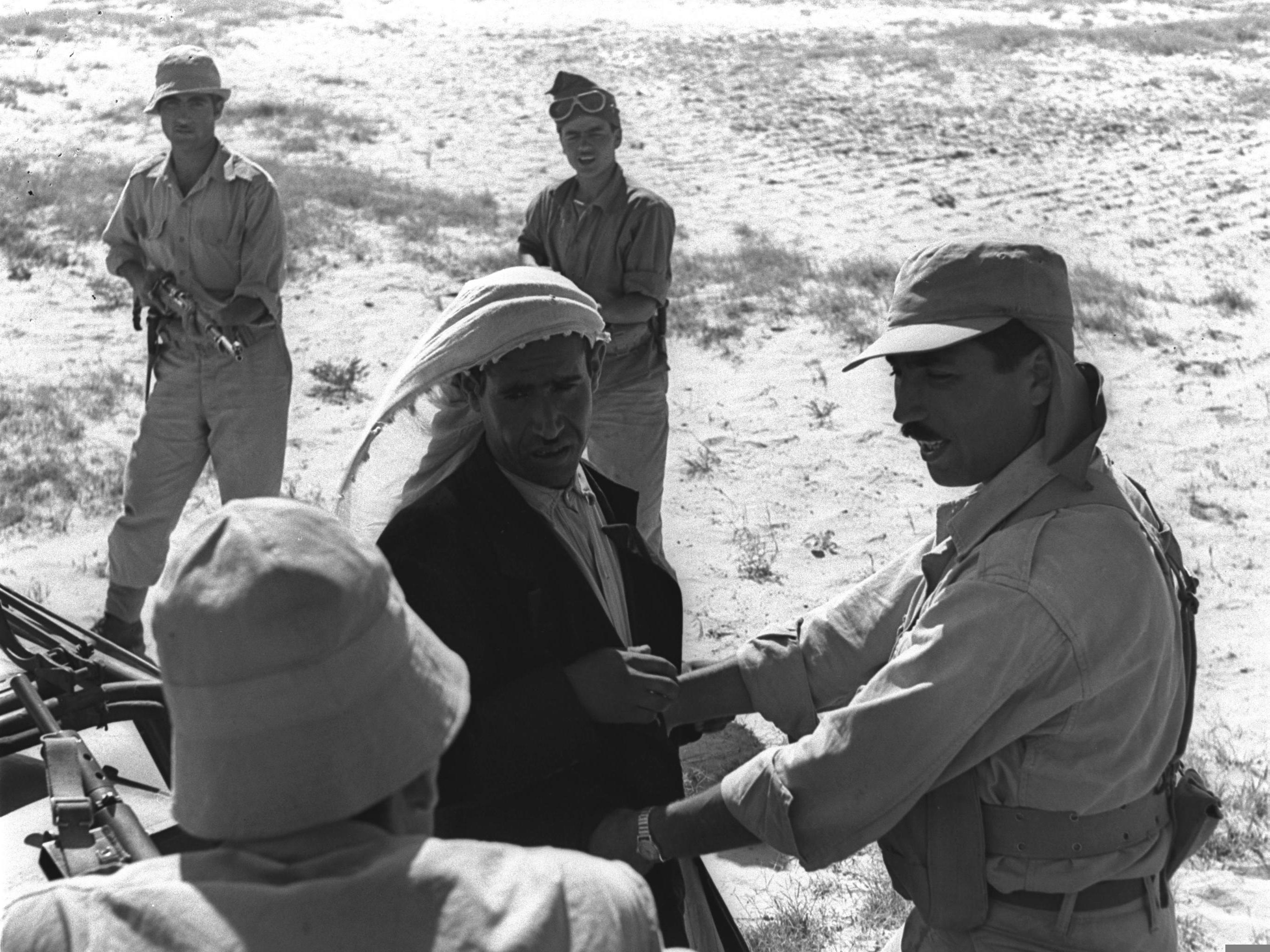
متسلل من قطاع غزة تم القبض عليه من قبل الجنود الإسرائيليين، 1954.

قانون منع التسلل هو قانون إسرائيلي سُنَّ عام 1954، والذي يوضح جرائم التسلل المسلحة وغير المسلحة إلى إسرائيل وكذلك من إسرائيل إلى ما يجاورها من دول عربية. حيث يخوّل هذا القانون وزير الدفاع الإسرائيلي إصدار أمر ترحيل للمتسللين قبل إدانتهم أو بعدها.
كان الغرض من هذا القانون هو منع اللاجئين الفلسطينيين أو المتعاطفين معهم (انظر الفدائيين) من العودة إلى أراضيهم التي قامت فوقها دولة إسرائيل والسماح بطردهم خوفاً من العمليات الفدائية.
بعد حرب النكبة (المعروفة للإسرائيليين باسم «حرب الاستقلال») وتهجير الفلسطينيين عام 1948، العديد من اللاجئين الذين فرّوا أو طُردوا من مدنهم وقراهم (بشكل كبير إلى الدول العربية المجاورة: لبنان، سوريا، الأردن، ومصر) أو هُجِّروا داخلياً وجازفوا تماماً بأراضيهم التي أصبحت فيما بعد تشكّل ما يسمى بدولة إسرائيل، كانوا قد حاولوا العودة إلى أراضيهم التي غادروها.
سنّت الحكومة الإسرائيلية قانون منع التسلل لمنع وإعاقة ما يطلق عليه داخل القانون الإسرائيلي ب«التسلل».
تم تعديل القانون في عام 2013، في سياق الهجرة غير الشرعية من أفريقيا إلى إسرائيل، حيث وُضعت القيود على الوقت الذي يمكن فيه احتجاز المتسلل، وزيادة عدد ضباط إنفاذ مكافحة التسلل، بالإضافة إلى زيادة التعويض للمتسللين الذين عادوا طوعاً إلى بلادهم.

## السياق
لمزيدٍ من المعلومات حول السياق التارخي، انظر النكبة، وحرب 1948، والعودة الفلسطينية إلى إسرائيل، والقضية الفلسطينية.
ظهر التسلل الفلسطيني داخل إسرائيل لأول مرة بين لاجئي فلسطين في حرب 1948 الذين يعيشون في مخيمات في الأردن ومصر وسوريا. كانت معظم عمليات التسلل تلك ذات طبيعة اقتصادية، حيث عبر الفلسطينيون الحدود بحثاً عن الطعام أو من أجل استعادة ممتلكاتهم التي تركوها خلفهم قبل تهجيرهم. بين عامي 1948-1955، عارضت الحكومات العربية بشدة تسلل الفلسطينيين إلى إسرائيل.
وقد أثبتت مسألة إقامة وحراسة خط التماس الفاصل بين قطاع غزة ومنطقة النقب الواقعة تحت السيطرة الإسرائيلية أنها مسألة مربكة: يُعزى ذلك إلى حد كبير إلى وجود أكثر من 200,000 لاجئ عربي فلسطيني في غزة هذه. كما قيدت بنود اتفاقية الهدنة من استخدام مصر ونشرها للقوات المسلحة النظامية في قطاع غزة. تماشياً مع هذا التقييد، كان رد الحكومة المصرية هو تشكيل قوة شرطة فلسطينية شبه-عسكرية. وأنشئت شرطة الحدود الفلسطينية في كانون الأول/ ديسمبر 1952. وُضعت شرطة الحدود تحت قيادة عبد المنعم عبد الرؤوف، قائد اللواء الجوي المصري السابق، وعضو جماعة الإخوان المسلمين وعضو المجلس الثوري.
بدأ 250 متطوعاً فلسطينياً التدريب في آذار/ مارس 1953، حيث قدم المزيد من المتطوعين للتدريب في أيار/ مايو وكانون الأول/ ديسمبر 1953. وأُلحق قسم من أفراد شرطة الحدود بمكتب الحاكم العسكري ووُضعوا تحت قيادة «عبد العظيم السحرتي» لحراسة المنشآت العامة في قطاع غزة.
لم تبدأ أي حكومة عربية- في هذه الحالة الحكومة المصرية- في رعاية غارات الفدائيين على إسرائيل إلا بعد الغارة التي شنتها إسرائيل على موقع عسكري مصري في شباط/ فبراير 1955، والتي أسفرت عن مقتل 37 جندياً مصرياً.
ووفقاً للوكالة اليهودية لإسرائيل بين عامي 1951 و1956، قُتل 400 إسرائيلي وأُصيب 900 آخرون في عمليات فدائية.
كما اعتقلت السلطات الإسرائيلية من حين إلى آخر مجموعات من الفلسطينيين كانوا قد عادوا إلى بلادهم ولم يُمنحوا الجنسية الإسرائيلية ودفعتهم إلى خارج الحدود. عاد جزء من هؤلاء، وعن طريق أقاربهم، حصلوا على قرارات من المحاكم الإسرائيلية تسمح لهم بالبقاء في بلداتهم.
خلال الفترة 1949-1956، كانت دوافع التسلل هي شواغل اجتماعية أواقتصادية.
وقد استمرت هذه الممارسات لبعض الوقت في إحراج السلطات الإسرائيلية إلى أن أصدرت أخيراً قانوناً يحظر على الفلسطينيين دخول إسرائيل، والذين يفعلون ذلك يعتبرون «متسللين». وكان أغلب الأشخاص محل التساؤل لاجئين يحاولون العودة إلى ديارهم داخل الدولة الإسرائيلية الجديدة. ونتيجةً لذلك، عاد ما بين 30,000 و90,000 لاجئ فلسطيني إلى إسرائيل. فقد أرادوا العودة إلى ما كانت عليه بيوتهم قبل النكبة، بحثاً عن أحبائهم المفقودين، وحصاد المحاصيل من الحقول التي تمت مصادرتها منهم، واستصلاح ممتلكاتهم الأخرى. كما تم منع البدو الفلسطينيين من العودة إلى الأراضي التي كانوا يتنقلون عبرها.

ويؤكد العرب أن التسلل إلى الأراضي الإسرائيلية كان نتيجة مباشرة لتشريد اللاجئين الفلسطينيين وتجريدهم من ممتلكاتهم خلال الحرب العربية الإسرائيلية 1948. بالنسبة لإسرائيل، فإن التسلل كان يمثل مشكلة كبيرة. كان رد إسرائيل على ذلك هو إقامة مستوطنات جديدة على طول الحدود وإبادة القرى العربية المهجورة. وقد اعتمدت سياسة «إطلاق النار الحر» تجاه المتسللين- وهي سياسة ترمي إلى إطلاق النار على أولئك الذين يعبرون خط الهدنة الدولي بصورة غير قانونية. وفي نهاية المطاف، توصلت القيادة الإسرائيلية إلى استنتاج مفاده أن الضربات الانتقامية وحدها هي القادرة على خلق عامل الردع اللازم، الذي من شأنه أن يقنع الجيوش العربية بمنع التسلل. لم تقتصر الضربات على أهداف عسكرية وإنما امتد الأمر إلى قتل الأفراد الفلسطينيين وهم يحاولون العودة إلى بيوتهم، الأمر الذي أثار تساؤلات حول ما إذا كانت الضربات شكلاً من أشكال العقاب الجماعي.

## قانون منع التسلل
يعرّف قانون منع التسلل (الجرائم والاختصاص القضائي)، 5714-1954 المتسلل على أنه الشخص الذي (المادة 1 (أ)):
... دخل إسرائيل عن علم وبشكل غير قانوني وهو:
(1) مواطن لبناني أو مصري أو سوري أو سعودي أو عراقي أو يمني أو كان ذلك عبر الأردن؛ أو
(2) مقيم أو زائر في إحدى تلك الدول أو في أي جزء من فلسطين خارج إسرائيل؛ أو
(3) مواطن أو مقيم فلسطيني بدون جنسية أو إقامة أو مشكوك في جنسيته أو مواطنته، وكان قد غادر مكان إقامته العادي في منطقة أصبحت جزءاً من إسرائيل لمكان خارجها.
وفقاً لمركز حقوق الإسكان وحالات الإخلاء (COHRE) ومركز بديل (ص 38)، بموجب قانون منع التسلل (الجرائم والاختصاص القضائي) 5714-1954، فإن تعريف «المتسللين» يتوافق بشكل وثيق مع تعريف "الغائبين". ولقد فرض القانون عقوبات صارمة على مثل هذا «التسلل». وبموجب هذا القانون، كان «اللاجئون الداخليون» (الفلسطينيون الذين أُعلن أنهم غائبون عن قراهم ولكن كانوا داخل فلسطين وقت إنشاء إسرائيل) ممنوعين أيضاً من العودة إلى قراهم. وعندما أُلقي القبض عليهم، طُردوا من إسرائيل. وعلى مدى السنوات التالية، طُرد عدة آلاف من الفلسطينيين النازحين داخلياً بهذه الطريقة، الأمر الذي مهد الطريق أمام الهجرة اليهودية واستعمار أراضيهم.
وقال كيرشبوم، على مر السنين واصلت الحكومة الإسرائيلية إلغاء وتعديل بعض أنظمة الدفاع (الطوارئ) لعام 1945، ولكنها أضافت المزيد مع مواصلة تمديد حالة الطوارئ المعلنة. فعلى سبيل المثال، على الرغم من أن قانون منع التسلل بعام 1954 لم يصنف ضمن «لائحة الطوارئ» الرسمية، إلا أنه يوسع نطاق تطبيق قانون الدفاع (الطوارئ) 112 لعام 1945، ما يمنح وزير الدفاع صلاحيات استثنائية تتعلق بترحيل المتهمين بالتسلل حتى قبل إدانتهم (المادتان 30 و 32)، وتجعله عرضةً للإلغاء عندما ينهي الكنيست حالة الطوارئ والتي يتوقف عليها جميع قوانين الطوارئ.
وفقاً لوثيقة صادرة عن جامعة تل أبيب، لا يأخذ القانون في الاعتبار دوافع الشخص وراء عبوره الحدود ودخوله إسرائيل. كما يتيح إنشاء محاكم لمنع التسلل حيث يولي فيها القضاة الحكم لضباط عسكريين (ولكنهم لا يملكون بالضرورة المعرفة القانونية) ويمكّن المحكمة من الانحراف عن قواعد الإثبات. وعقوبات التسلل صارمة- وقد تصل للسجن لمدة خمس سنوات.ويذكر صاحب الوثيقة أنه لا توجد ممارسة موحدة في الممارسة العملية فيما يتعلق بالأشخاص الذين يعبرون الحدود ويتقدمون بطلب اللجوء. حيث احتُجز البعض لفترات تتراوح بين سنتين وثلاث سنوات، وأُطلق سراح آخرين من السجن في ظروف مختلفة، في حين لم يُسمح لآخرين بدخول إسرائيل على الإطلاق وأُعيدوا إلى المكان الذي أتوا منه (في انتهاك واضح لمبدأ عدم الإعادة القسرية).
تم تمرير مشروع قانون جديد للحكومة، وهو تحديث لقانون منع التسلل، في تصويت أُجري بعد القراءة الأولى في آخر فترة ولاية للكنيست الإسرائيلي في أيار/مايو 2008، وتجري الآن مناقشته في لجنة داخلية استعداداً للدورة الثانية للتصويت، وفي حالة تمريره، فإن التصويت النهائي سيكون خلال الجلسة العامة. من شأن ذلك المشروع السماح لضباط قوات الدفاع الإسرائيلية بترحيل طالبي اللجوء؛ معظمهم من دارفور، وجنوب السودان، وإريتريا إلى مصر. ويمكن القيام بذلك دون النص على عملية تحديد وضع اللاجئ كما هو مطلوب بموجب اتفاقية جنيف لحماية اللاجئين لعام 1951. وفي المناقشات التي جرت في لجنة الكنيست، أكدّ ممثل للمفوضية العليا لشؤون اللاجئين أن المجتمع الدولي قد ينتقد إسرائيل ما لم يتبع القانون القانون الدولي. وقد أُسقط مشروع القانون هذا في تموز/ يوليو 2010.
تم إدخال تعديل جديد في الكنيست وتمت الموافقة عليه في القراءة الأولى في 28 آذار/ مارس 2011. تم إقرار القانون في 9 كانون الثاني/ يناير 2012 وأصبح قانوناً في 3 حزيران/ يونيو 2012.

## روابط خارجية
- ترجمة إنجليزية معتمدة للقانون كما تم تمريرها عام 1954